# 青浦华新基地
青浦华新基地，是坐落于中华人民共和国上海市青浦区华新镇华腾路准海村淹泾队1号的一个足球训练基地。基地占地约百亩，先期开发约一半并于2005年6月13日建成，随即成为上海联城足球俱乐部办公和球员居住训练的场所。基地在2007年-2013年负责上海申花联盛足球俱乐部预备队的住宿及训练。2017赛季，上海申梵足球俱乐部租用青浦华新基地作为球队的训练基地。 